# Mariano Arrate
Pour les articles homonymes, voir Arrate (homonymie).
Mariano Arrate Esnaola, né en 1892 et mort en 1963, connu comme Arrate ou Mariano Arrate, est un footballeur international espagnol.
Natif de la ville basque espagnole de Saint-Sébastien, Arrate est dans les années 1910 et 1920 un des premiers joueurs marquants de l'équipe de sa ville natale, la Real Sociedad. Il fait également partie de la sélection espagnole de football. Il en est son premier capitaine et remporte avec elle la médaille d'argent lors des Jeux olympiques d'Anvers 1920.

## Biographie

### En club
Mariano Arrate est né à Saint-Sébastien le 12 août 1892. Il est issu d'une famille bourgeoise de la ville. À l'âge de quinze ans, Arrate commence à gagner sa vie en travaillant comme arrimeur et en maniant une grue dans le port de Saint-Sébastien. Mariano Arrate n'est jamais arrivé à être footballeur professionnel et il gagne sa vie en travaillant comme grutier pendant sa carrière sportive, une activité qu'il poursuit durant de nombreuses années après l'arrêt de cette carrière.
Arrate, qui commence sa carrière au club de Luchana, rejoint en 1909 l'Athletic de Saint-Sébastien, une équipe de sa ville natale, avant en 1911 d'être recruté par la Real Sociedad, un club créé deux ans auparavant et qui semble devenir l'équipe principale de la ville basque. Mariano Arrate joue au poste de défenseur gauche (les équipes de cette époque jouent usuellement avec uniquement deux défenseurs). Son jeu se caractérise par sa puissance physique, son sens de l'anticipation par rapport au jeu de l'adversaire et sa fermeté en défense. 
Arrivé à la Real Sociedad en 1911 à l'âge de 19 ans, il reste 13 saisons dans le club de Saint-Sébastien, jusqu'à sa fin de carrière en 1924, à presque 32 ans. Mariano Arrate a joué 65 rencontres avec la Real Sociedad et a marqué 11 buts. En 1913, il atteint avec son équipe la finale de la Coupe d'Espagne organisée par l'Unión Española de Fútbol de Clubs. La finale se dispute en match aller-retour mais nécessite pour déterminer un vainqueur un match d'appui qui se solde par la victoire du FC Barcelone 2-1. Mariano Arrate participe aux trois rencontres de cette finale. Mariano Arrate fait aussi partie du onze de la Real Sociedad dans le match organisé pour l'inauguration du stade d'Atocha. Cette rencontre se dispute le 5 octobre 1913 face à l'Athletic Club.
Outre le subcampeonato d'Espagne de 1913, Arrate gagne avec la Real Sociedad les Championnats de Guipúzcoa de 1919 et 1923. Il est le capitaine habituel du club et il en est de même avec la sélection espagnole en 1920. Mariano Arrate est considéré comme un des meilleurs défenseurs du football espagnol de ce début de siècle ; et comme le premier joueur majeur de la Real Sociedad avec le gardien Agustín Eizaguirre.
Amador Arrate et Miguel Arrate, frères de Mariano Arrate, jouent un temps à la Real Sociedad avec lui, sans avoir la même évolution de carrière.
Il reçoit une distinction de la part de la Real Sociedad. Il meurt le 24 décembre 1963 à Saint-Sébastien.

### En sélection nationale
Arrate joue six matchs avec l'équipe d'Espagne, inscrivant un but.
Ses débuts avec la sélection espagnole se font lors du premier match que dispute cette sélection dans son histoire, le 28 août 1920 à Bruxelles, face au Danemark, que l'Espagne gagne 1-0. Non seulement Arrate fait partie du premier onze de l'histoire de la sélection espagnole, il en est aussi son premier capitaine.
Ce match fait partie du tournoi de football des Jeux olympiques d'Anvers 1920. Arrate dispute 4 des 5 rencontres disputées par son pays et marque un but sur penalty dans l'unique rencontre perdue par l'Espagne 3-1 contre la Belgique. Après le forfait de la Tchécoslovaquie, la sélection espagnole obtient la médaille d'argent.
Mariano Arrate participe ensuite à deux autres rencontres internationales amicales. Sa dernière sélection a lieu à Anvers le 4 février 1923, rencontre perdue 1-0 par l'Espagne contre la Belgique.
En 1922, il participe avec une sélection basque à une tournée en Amérique du Sud.

## Palmarès

### Championnats régionaux
| Titre          | Club          | Pays    | An   |
| -------------- | ------------- | ------- | ---- |
| Camp.Guipúzcoa | Real Sociedad | Espagne | 1919 |
| Camp.Guipúzcoa | Real Sociedad | Espagne | 1923 |

### En sélection nationale
| Tournoi                       | Sélection | Résultat          |
| ----------------------------- | --------- | ----------------- |
| Jeux olympiques d'Anvers 1920 | Espagne   | Médaille d'argent |